# Норберто Діас
Норберто Освальдо Діас (ісп. Norberto Osvaldo Díaz; нар. 1 березня 1952 — 18 грудня 2010) — аргентинський актор кіно, театру та телебачення.

## Біографія
Народився Норберто Діас 1 березня 1952 року в Буенос-Айресі. Кар'єру почав у театрі, а згодом отримав пропозицію зніматись в аргентинських фільмах та мильних операх. Помер актор 18 грудня 2010 року.

## Особисте життя
З 1985 року до 1994 року Норберто Діас був одружений з акторкою Алехандрі Абреу. У 1986 році в актора народилась донька Мануела.

## Вибрана фільмографія
- 1987 — Chorros (фільм)
- 1994 — Nano (телесеріал)
- 1995 — Sheik (телесеріал)
- 1997 — Багаті і знамениті (телесеріал)
- 1998-1999 — Дикий ангел (телесеріал)
- 1998 — El faro (фільм)
- 1999-2000 — Cabecita (телесеріал)
- 2002 — 1000 milliones (телесеріал)
- 2003 — Son amores (телесеріал)
- 2004-2005 — Флорісьєнта (телесеріал)
- 2005 — Doble vida (телесеріал)
- 2008 — Mujeres asesinas (міні-серіал)
- 2011– El elegido (телесеріал)